# Die Burgen von Burgund
Die Burgen von Burgund, conosciuto anche con il titolo in lingua inglese The Castles of Burgundy (in italiano I castelli della Borgogna) è un gioco da tavolo in stile tedesco di Stefan Feld pubblicato nel 2011 da Alea Ravensburger e nel 2017 da Giochi Uniti.

## Ambientazione
I giocatori assumono il ruolo di principi del XV secolo, che, nella regione francese della Borgogna, regnano nei loro principati inizialmente piccoli. Durante la partita cercano di estendere i propri possedimenti costruendo nuovi castelli e nuovi borghi, acquisendo nuove terre, pascoli, miniere d'argento, commerciando lungo il fiume e utilizzando le conoscenze delle persone che viaggiano.
Nel 2011 il gioco è risultato tra i raccomandati dalla giuria del premio Spiel des Jahres e si è classificato 2º al premio Deutscher Spiele Preis.

## Regole e materiali

### Materiali
- 1 tabellone di gioco
- 8 pedine di gioco: 2 in ognuno dei 4 colori dei giocatori: rosso, verde, blu, nero
- 4 tessere Punti Vittoria: in ognuno dei 4 colori dei giocatori
- 9 dadi: 2 in ognuno dei 4 colori dei giocatori più 1 dado bianco
- 6 plance dei giocatori
- 164 tessere esagonali:
  - 56 tessere palazzo (beige)
  - 28 tessere animali (verde chiaro)
  - 26 tessere "conoscenza" (giallo)
  - 16 tessere castello (verde)
  - 12 tessere miniere (grigio)
  - 26 tessere nave (blu)
- 42 tessere merci quadrate (in 6 colori)
- 20 tessere pepite (ottagonali)
- 30 tessere lavoratore (quadrate)
- 12 tessere bonus (quadrate, nei 6 colori)

### Regole del gioco
Il tabellone ospita i materiali che ciascun giocatore prende per espandere il proprio regno: tessere esagonali dei sei tipi (palazzi, animali, castelli, miniere, navi e conoscenza). Queste tessere sono poste in corrispondenza delle sei facce di dado e possono essere prese da ciascun giocatore in base al valore del lancio dei propri dadi. Inoltre sul tabellone sono presenti tessere pepite (che permettono di prendere ulteriori tessere), tessere lavoratori (che permettono di modificare il valore dei dadi), tessere merci (che possono essere acquistate e vendute tramite l'uso delle navi).
Ogni giocatore ha inoltre a disposizione una plancia personale con 37 spazi esagonali colorati (ciascuno dei 6 colori corrisponde a quelli delle tessere esagonali)  e numerati da 1 a 6. Questa plancia rappresenta il proprio regno e nel corso del gioco andrà riempita con le tessere esagonali acquisite dal tabellone centrale.
Una partita dura 5 fasi, ogni fase è composta da 5 round: in ogni round i giocatori eseguono le due azioni disponibili più un'azione facoltativa, con le pepite.
Tutti i giocatori lanciano contemporaneamente i propri 2 dadi: ciascun giocatore, in base al valore dei propri dadi può:
- prendere dal tabellone una tessera posizionata nello spazio corrispondente al valore di un dado e metterla nella propria riserva;
- spostare una tessera dalla propria riserva e metterla in uno spazio idoneo, per colore e valore, sulla propria plancia;
- vendere tutte le merci di un tipo accumulate fino a quel momento;
- acquisire 2 tessere lavoratore: fanno aumentare o diminuire di 1 il risultato di un qualsiasi proprio dado.

Infine, come azione facoltativa, il giocatore può spendere 2 pepite per acquistare una delle tessere poste nello spazio centrale del tabellone.
Ogni tipo di tessera dà i suoi vantaggi: i castelli permettono di effettuare immediatamente un'ulteriore azione, le navi fanno guadagnare merci e avanzare nell'ordine di turno, gli animali fanno guadagnare Punti Vittoria, le cave forniscono pepite, i palazzi danno ciascuno un bonus come azioni aggiuntive, la possibilità di vendere merci, di prendere lavoratori o pepite e infine le tessere conoscenza che permettono di modificare alcune regole a proprio vantaggio.
Si guadagnano Punti Vittoria completando per primi tutte le tessere adiacenti dello stesso colore e completando, primi o secondi, tutti gli spazi di un dato colore sul feudo.
Alla fine della quinta fase, il giocatore che ha più punti vittoria è il vincitore.

## Premi e riconoscimenti
- 2011
  - Spiel des Jahres: gioco raccomandato[1];
  - Deutscher Spiele Preis: 2º classificato[2];
  - International Gamers Award: gioco nominato nella categoria General Strategy; Multi-player[3];
- 2012 - As d'Or: gioco nominato[4];
- 2018 - Juego del Año: gioco finalista[5].